# Тома Доссеві
Тома Доссеві (фр. Thomas Dossevi, нар. 6 березня 1979, Шамбре-ле-Тур, Франція) — тоголезький і французький футболіст, що грав на позиції півзахисника, нападника.
Виступав, зокрема, за клуби «Реймс», «Нант», а також національну збірну Того.

## Клубна кар'єра
У дорослому футболі дебютував 2000 року виступами за команду клубу «Валанс», в якій провів один сезон, взявши участь у 26 матчах чемпіонату. 
Згодом з 2001 по 2007 рік грав у складі команд клубів «Шатору», «Реймс» та «Валансьєнн».
Своєю грою за останню команду привернув увагу представників тренерського штабу клубу «Нант», до складу якого приєднався 2007 року. Відіграв за команду з Нанта наступні три сезони своєї ігрової кар'єри.
Протягом 2010—2014 років захищав кольори клубів «Свіндон Таун», «Чонбурі» та «Валансьєн Б».
Завершив професійну ігрову кар'єру у клубі «Дюнкерк», за команду якого виступав протягом 2015—2016 років.

## Виступи за збірну
2001 року дебютував в офіційних матчах у складі національної збірної Того. Протягом кар'єри у національній команді провів у формі головної команди країни 31 матч, забивши 2 голи.
У складі збірної був учасником Кубка африканських націй 2002 року у Малі, чемпіонату світу 2006 року у Німеччині та Кубка африканських націй 2010 року в Анголі.